# Viuz-la-Chiésaz
Viuz-la-Chiésaz là một xã trong tỉnh Haute-Savoie thuộc vùng Auvergne-Rhône-Alpes đông nam Pháp.